# Atinnio
 Unire a Atimnio (figlio di Cassiopea)Nella mitologia greca, Atinnio o Atimnio era il nome di uno dei tanti figli di Zeus avuto da una certa donna chiamata Cassiopea o Fenice.

## Il mito
Atinnio nel mito lo si confonde con Mileto. Fu lui a far nascere la rivalità fra Minosse, Sarpedonte e Radamanto.

### Etimologia
Il nome Atimnio significa: mai sazio di eroici elogi.